# Tajanstveni pueblo
Tajanstveni pueblo je epizoda Zagora objavljena u svesci #176 u izdanju Veselog četvrtka. Na kioscima u Srbiji se pojavila 29. jula 2021. Koštala je 270 din. (2,27 €; 2,65 $) Imala je 94 strane. Ovo je 3. deo duže epizode, koja je započela u #174.

## Originalna epizoda
Originalna epizoda pod nazivom Il pueblo misteriozo objavljena je premijerno u #644. regularne edicije Zagora u izdanju Bonelija u Italiji 2. marta 2019. Epizodu je nacrtao novosadski crtač Bane Kerac, a scenario napisao Moreno Burattini. Naslovnicu je nacrtao Alessandro Piccinelli. Koštala je 4,4 €.

## Prethodna i naredna epizoda
Prethodna sveska Zagora nosila je naslov Pustinjska ekspedicija (#175), a naredna Vatreni fetiš (#177).

## Reprize u Srbiji
Ova epizoda objavljena je kao deo kolekcionarskog izdanja pod nazivom Pueblo!, koji je Veseli četvrtak objavio 27. januara 2022. Cena izdanja je bila 3.100 dinara (26,3 €). Imalo je preko 300 strana.